# Bahá'u'lláh
Mirza Hussein-'Alí Nurí (en persa: میرزا حسینعلی نوری‎; Teherán, Persia, 12 de noviembre de 1817-Acre, Imperio otomano, 29 de mayo de 1892) o Bahá'u'lláh (en árabe: بهاء الله‎, lit. 'gloria de Dios') fue un religioso persa de Oriente Medio fundador del bahaísmo. Los creyentes de esta religión monoteísta le consideran a él y a todos los profetas anteriores como las manifestaciones de Dios, y a él concretamente como la manifestación de Dios en la época actual.
Baháʼu'lláh creció sin educación formal, pero era culto y devotamente religioso. Su familia era considerablemente rica, y a la edad de 22 años rechazó un puesto en el gobierno, administrando en su lugar las propiedades familiares y donando tiempo y dinero a obras benéficas. A los 27 años aceptó la afirmación del Báb y se convirtió en uno de los partidarios más declarados del nuevo movimiento religioso que propugnaba, entre otras cosas, la derogación de la ley islámica, lo que suscitó una fuerte oposición. A la edad de 33 años, durante un intento gubernamental de exterminar el movimiento, Baháʼu'lláh escapó por poco de la muerte, sus propiedades fueron confiscadas y fue desterrado de Persia. 
Justo antes de partir, mientras estaba encarcelado en el calabozo de Síyáh-Chál, Baháʼu'lláh afirmó recibir revelaciones de Dios que marcaban el comienzo de su misión divina. Tras establecerse en Irak, Baháʼu'lláh atrajo de nuevo la ira de las autoridades iraníes, y éstas solicitaron al gobierno otomano que lo trasladara más lejos. Pasó meses en Estambul, donde las autoridades se volvieron hostiles a sus afirmaciones religiosas y lo pusieron bajo arresto domiciliario en Edirne durante cuatro años, seguidos de dos años de duro confinamiento en la prisión de Acre. Sus restricciones se fueron relajando gradualmente hasta que pasó sus últimos años en relativa libertad en los alrededores de Acre.
Baháʼu'lláh escribió al menos 1.500 cartas, algunas con extensión de libro, que han sido traducidas a 802 idiomas. Algunos ejemplos notables incluyen Las Palabras Ocultas, el Libro de la Certeza, y el Kitáb-i-Aqdas. Algunas enseñanzas son místicas y tratan sobre la naturaleza de Dios y el progreso del alma, mientras que otras abordan las necesidades de la sociedad, las obligaciones religiosas de sus seguidores o la estructura de las instituciones bahaíes que propagarían la religión. Consideraba a los seres humanos como seres fundamentalmente espirituales, y exhortaba a los individuos a desarrollar virtudes divinas y a promover el avance material y espiritual de la sociedad.

## Primeros años en Persia

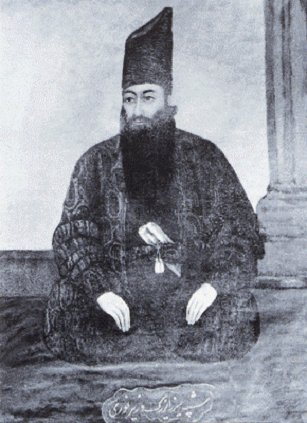
Una representación de Mírzá Buzurg, el padre de Baháʼu'lláh.

Baháʼu'lláh nació en Teherán, Persia, el 12 de noviembre de 1817. Los autores bahaíes remontan su ascendencia a Abraham a través de sus dos esposas Keturah y Sara, al profeta Zoroastro, al padre del rey David Jesse, y a Yazdigird III, el último rey de la Imperio sasánida. Su madre fue Khadíjih Khánum, su padre Mírzá ʻAbbás-i-Núrí, conocido como Mírzá Buzurg, sirvió como visir al Imám-Virdi Mírzá, duodécimo hijo de Fath-ʻAli Shah Qajar. Su padre había recibido dicho título honorario por el decreto real de Fath-Àlí Sháh al quedarse este cautivado por su caligrafía. Pocos años después fue nombrado ministro del príncipe Imam Verdi Mirzá, duodécimo hijo varón de Fath-Àlí Sháh. El origen de sus ancestros se remontaba a los reyes sasánidas, y según el bahaísmo también a Abraham y a Zoroastro.
Durante su juventud, el que más tarde sería conocido como Bahá'u'lláh disfrutó de una vida acomodada y de una educación centrada en la equitación, la caligrafía y la poesía clásica. Baháʼu'lláh se casó con Ásíyih Khánum, hija de un noble, en Teherán en 1835, cuando él tenía 18 años y ella 15; tuvieron siete hijos, de los que solo tres llegaron a la edad adulta: un varón, `Abdu'l-Bahá, nacido en 1844; una hija, Bahíyyih, nacida en 1846; y otro varón, Mírzá Mihdí, nacido en 1848. A los veinte años, Baháʼu'lláh declinó la vida de privilegios que le ofrecía su linaje aristocrático, dedicando en cambio su tiempo y sus recursos a una serie de obras caritativas que le valieron el renombre de "el Padre de los Pobres".
En 1849 se casó también con una prima suya que había enviudado, Fátimih Khánum (1828-1904), con quien tuvo seis hijos, de los que sobrevivieron cuatro, una mujer y tres varones: Samadiyyih, Muhammad-`Alí, Díyá'u'lláh y Badi'u'lláh. Su tercer matrimonio fue con Gawhar Khánum en Bagdad, en una fecha anterior a 1863. Gawhar era probablemente una de las criadas de la primera esposa de Bahá'u'lláh, por lo que podría haberse tratado de un matrimonio temporal (Nikāḥ al-Mut‘ah) según la ley chiita. Tuvieron una hija, Furúghíyyih.

### Reconocimiento del Báb
En mayo de 1844, un comerciante de 24 años de Shiraz, Siyyid Mírzá ʻAlí-Muḥammad agitó Persia con su afirmación de ser no sólo el prometido redentor del Islam (el Qa'im o Mahdi Mihdi), sino un nuevo profeta de Dios similar a Moisés, Jesús y Mahoma. Asumió el título de "el Báb" (en árabe, "la puerta"), indicando su posición como "puerta al conocimiento divino" espiritual, y a un educador enviado por Dios aún mayor cuya inminente aparición estaba preparando.
Poco después de declarar su misión espiritual a Mullá Husayn, el Báb le envió a Teherán para que entregara una tablilla especial a quien Dios le guiara. Tras enterarse de la existencia de Baháʼu'lláh a través de un conocido, Mullá Husayn se sintió obligado a hacer los arreglos necesarios para que Baháʼu'lláh recibiera la tablilla; esta noticia produjo gran alegría al Báb cuando Mullá Husayn le escribió al respecto. Bahá'u'lláh recibió la tablilla cuando tenía 27 años, reconoció inmediatamente la verdad del mensaje del Báb y se levantó para compartirlo con los demás. En su provincia natal de Nur la notoriedad de Bahá'u'lláh como lugareño prominente le proporcionó numerosas oportunidades para enseñar la Fe bábí, y sus viajes atrajeron a muchos a la nueva religión, incluidos clérigos musulmanes. Su casa de Teherán se convirtió en un centro de actividades, y él generosamente dio apoyo financiero para la religión. En el verano de 1848, Bahá'u'lláh asistió y fue anfitrión de una reunión en la Badasht en la provincia de Khorasán, donde 84 discípulos babíes se reunieron durante 22 días. En esa conferencia se produjeron debates históricos entre quienes querían mantener la ley islámica (la herencia religiosa de la mayoría de los primeros babíes) y los que creían que el Báb había inaugurado una nueva dispensación religiosa. Baháʼu'lláh influyó en el acuerdo en torno a este último punto de vista. Fue en Badasht donde Mírzá Ḥusayn-ʻAlí Núrí asumió el nombre de Bahá' y también dio nuevos nombres espirituales a todos los demás asistentes; a partir de entonces el Báb les dirigió las tablillas con esos nombres. Cuando Táhirih, la discípula femenina más prominente del Báb, fue arrestada después de la conferencia, Baháʼu'lláh intervino para protegerla. Posteriormente, él mismo fue confinado temporalmente y castigado con falanga.
El babismo se extendió rápidamente por Persia, atrayendo a un gran número de fieles. Esto provocó la oposición generalizada tanto de los clérigos islámicos, temerosos de perder fieles y beneficios asociados, como de las autoridades civiles, temerosas de la creciente influencia de la comunidad bábí, lo que provocó la muerte de miles de babíes en implacables campañas de persecución. En julio de 1850, el propio Báb fue ejecutado por un pelotón de fusilamiento en Tabriz a la edad de 30 años.
En sus enseñanzas, el Báb se identifica a sí mismo como la primera de las dos manifestaciones de Dios que el Creador enviaba para marcar el comienzo de la paz duradera que ha de significar el logro de la madurez de la humanidad -cuando todos los pueblos vivan en unidad como una sola familia humana. Los bahaíes sostienen que las enseñanzas del Báb sientan las bases "para el eventual establecimiento de una sociedad caracterizada por la unidad de las naciones, la confraternidad de las religiones, la igualdad de derechos de todas las personas y un orden mundial compasivo, consultivo, tolerante, democrático y moral". Entretejidas a lo largo de las enseñanzas del Báb están las referencias a "Aquel a quien Dios hará manifiesto", el gran Prometido para quien estaba preparando el camino. En numerosas profecías, el Báb afirmó que el próximo educador divino aparecería poco después de su propio martirio. En una de sus principales obras, el Báb afirmó: "Bienaventurado aquel que fija su mirada en la Orden de Baháʼu'lláh, y da gracias a su Señor."

### Arresto y encarcelamiento
Los acontecimientos previos y posteriores a la ejecución del Báb fueron tumultuosos para los babíes. A medida que los líderes musulmanes incitaban a las turbas fanáticas a la violencia contra ellos, muchos babíes -aunque se negaban a tomar medidas ofensivas contra los atacantes- tomaron medidas para defenderse, pero comúnmente acabaron siendo masacrados. El 15 de agosto de 1852, dos jóvenes babíes, profundamente desesperados por los asesinatos del Báb y sus discípulos más destacados, intentaron asesinar al rey iraní, al que culpaban de estas tragedias. Cuando Nasiri'd-Din Shah pasaba por una vía pública, los dos bloquearon al monarca para dispararle perdigones. El rey salió ileso, pero el incidente provocó un estallido de persecución contra los babíes que superó con creces lo ocurrido en el pasado.
Aunque las investigaciones determinaron que la pareja infractora había actuado sola, se desencadenó un "reino del terror" que se cobró la vida de al menos 10.000 babíes ese mismo año cuando los ministros del gobierno compitieron entre sí para castigar colectivamente a los babíes conocidos o sospechosos, incluido Bahá'u'lláh. Bien conocido por su apoyo a la causa bábí, Baháʼu'lláh fue arrestado y encarcelado en el Síyáh-Chál subterráneo de Teherán, donde fue atado con pesadas cadenas que le dejaron cicatrices de por vida. Baháʼu'lláh estuvo confinado en ese calabozo durante cuatro meses, mientras la madre del sah y las autoridades que buscaban ganarse el favor del rey buscaban la manera de justificar su ejecución.

### Revelación
Bahá'u'lláh relata que durante su encarcelamiento en el Síyáh-Chál tuvo varias experiencias místicas, en las que recibió su misión como manifestación de Dios, el Prometido anunciado por el Báb. Los bahaíes consideran este amanecer de la misión espiritual de Bahá'u'lláh como el comienzo del cumplimiento de las profecías del Báb relativas a "Aquel a quien Dios hará manifiesto". La naturaleza "inseparable" y la unidad de las revelaciones gemelas del Báb y Bahá'u'lláh son la razón por la que los bahaíes consideran que ambas fes forman una entidad religiosa completa, y la razón por la que la declaración de 1844 del Báb se considera la fecha de inicio del bahaísmo.

### Prohibición de Persia

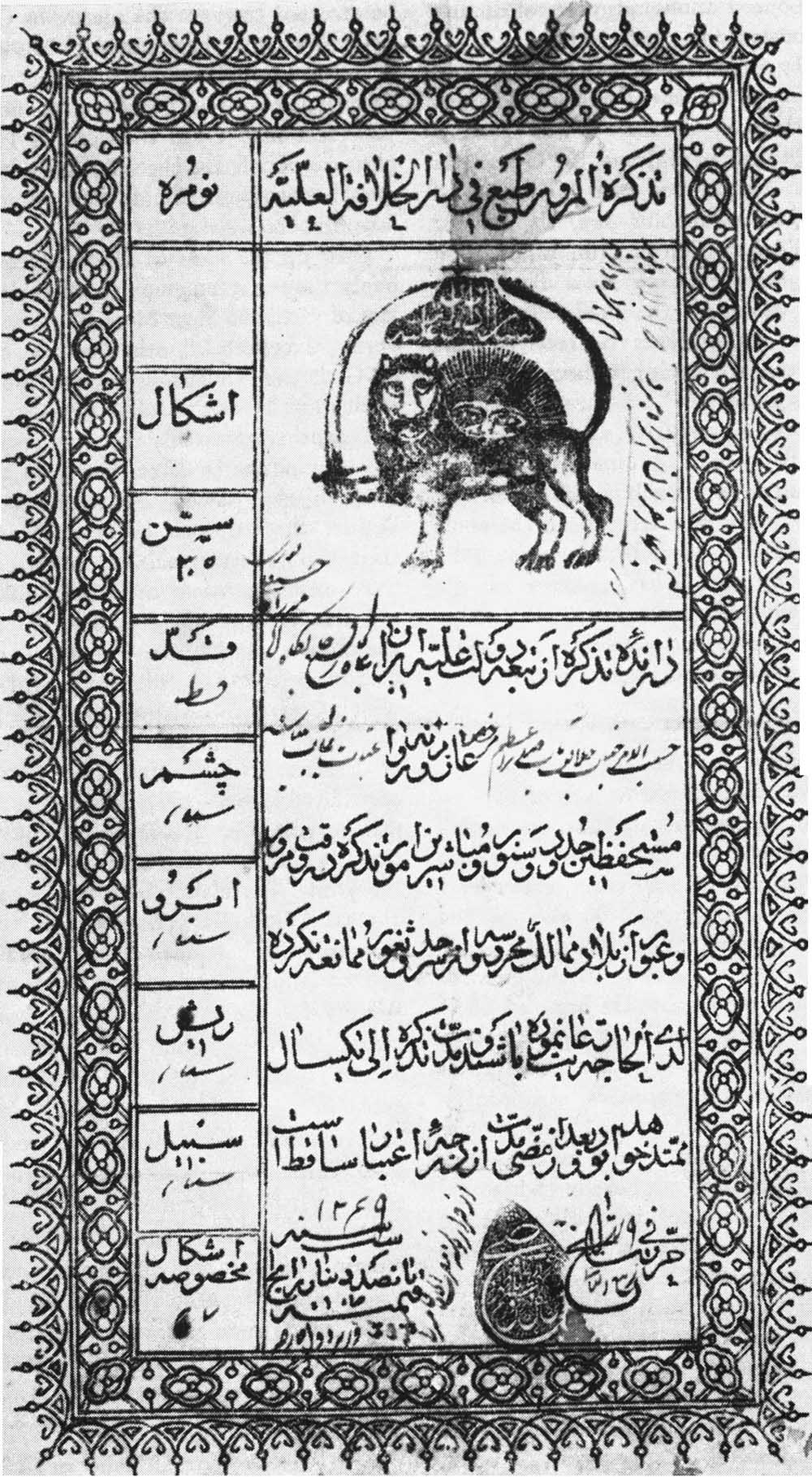
Pasaporte de Baháʼu'lláh, fechado en enero de 1853

Cuando se demostró más allá de toda duda que Baháʼu'lláh era inocente de estar implicado en el atentado contra la vida del sah, el sah finalmente accedió a liberarlo pero decretó que Baháʼu'lláh sería desterrado permanentemente de Persia. Desposeído de sus extensas propiedades y riquezas, en el invierno excepcionalmente riguroso de enero de 1853 Baháʼu'lláh emprendió con miembros de su familia un viaje de tres meses a Bagdad, iniciando así lo que se convirtió en el exilio para el resto de su vida en territorios del Imperio otomano.

## Exilio

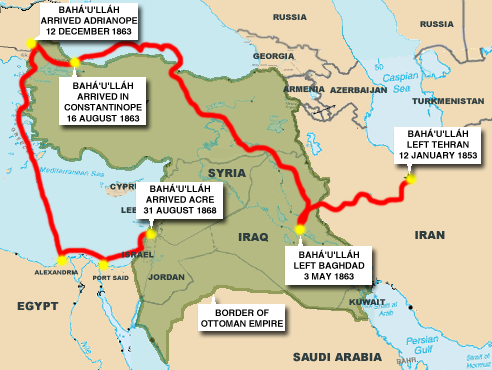
Mapa del exilio de Bahá'u'lláh

Bahá'u'lláh dejó la mazmorra para emprender un exilio que le llevaría fuera de su tierra natal y que habría de durar cuarenta años. Su primer destino fue Bagdad. Al cabo de un año Bahá'u'lláh emprendió el camino hacia las desoladas montañas del Kurdistán, en donde vivió dos años de meditación solitaria.
En 1856, a instancias de los exiliados babíes, Bahá'u'lláh regresaba a Bagdad. Bajo su jefatura renovada, el prestigio de la comunidad babí empezó a crecer. La reputación de Bahá'u'lláh como guía espiritual se divulgó por toda la ciudad. Por ello, y temiendo que su popularidad reenardeciese los ánimos de la comunidad babí de Persia, el Gobierno del Sah logró que las autoridades otomanas dieran orden de enviarlo a tierras aún más distantes.
En abril de 1863, antes de abandonar Bagdad, Bahá'u'lláh y sus compañeros acampaban en un jardín situado a la vera del Tigris. Desde el 21 de aquel mes hasta el 2 de mayo, Bahá'u'lláh anunció a sus seguidores más cercanos que él era el Prometido predicho por el Báb y, según las creencias bahaíes, y que también cumplía las profecías de los textos sagrados de otras religiones al respecto.
Los bahaíes dan a ese jardín el nombre de "Ridván", palabra árabe que significa "paraíso". Los aniversarios de los doce días allí transcurridos, conocidos como "la Fiesta de Ridván", constituye la celebración más importante del calendario bahaí.
El 3 de mayo de 1863, rodeado de su familia y algunos compañeros escogidos, Bahá'u'lláh partió de Bagdad camino de Estambul, capital del Imperio otomano. En aquel momento Bahá'u'lláh era ya una figura que gozaba de enorme prestigio y afecto populares.
Al cabo de cuatro meses de estancia en Estambul, Bahá'u'lláh fue enviado prisionero a Adrianópolis (la actual Edirne), adonde llegó el 2 de diciembre de 1863. En el curso de los cinco años que permaneció en dicha ciudad, la reputación de Bahá'u'lláh fue creciendo, suscitando interés entre algunos círculos de estudiosos, diplomáticos y altos funcionarios de la administración.
Hacia septiembre de 1867 empezó a escribir una serie de cartas dirigidas a los dirigentes de la época, entre ellos, el emperador Napoleón III, la reina Victoria, el káiser Guillermo I, el zar Alejandro II de Rusia, el emperador Francisco José I, el papa Pío IX, el sultán otomano Abdülaziz I y el sah Naseredín de Persia.
En ellas, Bahá'u'lláh proclama abiertamente que es el mensajero profetizado por el Báb y habla del advenimiento de una nueva era. Pero, antes que nada, advierte que el orden social del mundo iba a sufrir trastornos catastróficos sin parangón. A fin de paliarlos, recomendaba que los gobernantes del mundo actuasen de acuerdo con la justicia. Apeló a estos grandes mandatarios para que redujeran sus arsenales y estableciesen cierta asociación de naciones. Para alcanzar una paz duradera solo cabía un remedio: actuar conjuntamente contra la guerra.
Ante las instigaciones continuas de la embajada persa, el gobierno turco decidió deshacerse de Bahá'u'lláh enviándolo a la fortaleza-prisión de Acre, que por aquel entonces era un remoto confín al que solían ser enviados los asesinos, asaltantes de caminos y disidentes políticos.
Bahá'u'lláh y su familia llegaron a Acre el 31 de agosto de 1868 en lo que sería el tramo final de su prolongado exilio. Los 24 años subsiguientes habrían de transcurrir entre Acre y sus alrededores. Al principio Bahá'u'lláh y sus compañeros estuvieron confinados en el recinto de la prisión. Más tarde se les permitió el traslado a una casa dentro de la ciudad amurallada donde vivieron en condiciones de hacinamiento. Dada su fama de herejes peligrosos, su presencia era objeto de la animosidad pública. Incluso sus hijos debían lanzarse a la fuga para evitar ser apedreados.

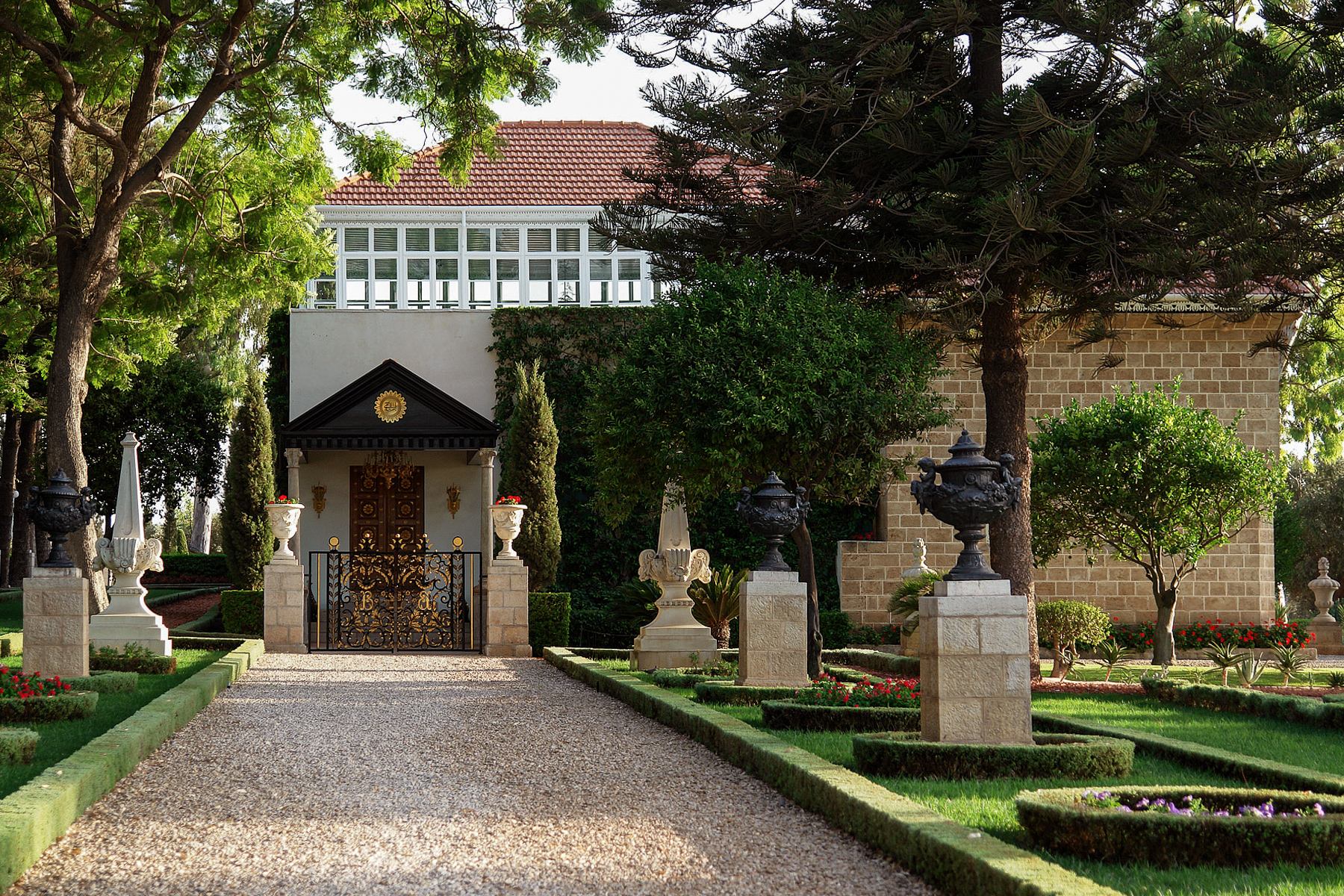
Santuario de Bahá'u'lláh en los Jardines Bahaíes, en Acre (Israel).

Con el paso del tiempo, el espíritu de Bahá'u'lláh y sus enseñanzas lograron hacer mella en medio de tanta hostilidad, al punto de que algunos de los gobernadores y clérigos de la ciudad llegaron a convertirse en devotos admiradores suyos. Al igual que aconteció en Bagdad y Adrianópolis, la talla moral de Bahá'u'lláh fue haciéndose acreedora del respeto, afecto e incluso de una posición de preeminencia social.
Acre fue además el lugar donde Bahá'u'lláh compuso su obra capital, más conocida entre los bahaíes por su denominación persa, el Kitáb-i-Aqdas (El libro más sagrado). En ella se describen brevemente las leyes y principios esenciales que han de seguir sus seguidores; asimismo en la obra quedan trazadas las líneas maestras de la administración bahaí.
En los últimos años de la década de 1870, Bahá'u'lláh quedó en libertad para trasladarse a vivir fuera del recinto amurallado, en un lugar donde sus seguidores podían visitarle con relativa paz y seguridad. Bahá'u'lláh fijó su residencia en una mansión abandonada, conocida como Bahjí, en cuyo retiro pudo dedicar sus días a la escritura.
Bahá'u'lláh falleció de muerte natural el 29 de mayo de 1892. Sus restos fueron inhumados en una habitación ajardinada próxima a la mansión. Para los bahaíes este es el lugar más sagrado de la Tierra.[cita requerida]

## Afirmaciones y enseñanzas fundamentales

### El Creador
El concepto bahaí de Dios es monoteísta. Dios es una entidad única, no creada, imperecedera, trascendente e incorpórea que es la fuente absoluta y última de toda existencia. Las enseñanzas de Bahá’u’lláh hablan inequívocamente de la existencia y la unicidad de un Dios personal Dios, eterno, omnisciente, omnipresente y omnipotente. Bahá’u’lláh afirmó que el Creador no puede ser comprendido por Su creación—porque cualquier cosa creada nunca podrá comprender completamente a su creador. No obstante, los escritos bahaíes dicen que el Señor otorgó específicamente a los seres humanos la capacidad de reconocer Su existencia y de volverse conscientes de los atributos superlativos infinitos de Dios. Bahá’u’lláh dice que estas capacidades se otorgan para permitir a cada persona—si ella o él así lo desea—desarrollar y emular cualidades espirituales, y así manifestar en esta vida virtudes como el amor, la misericordia, la bondad, la generosidad, la justicia, y así sucesivamente.

### Manifestaciones de Dios
Baháʼu'lláh explica que el conocimiento humano sobre la existencia de Dios y la comprensión de los atributos del Creador han sido—y serán siempre—posibles solo en la medida en que estos sean compartidos por Seres especiales que tanto él como el Báb describen como Manifestaciones de Dios. En lugar de ser simplemente grandes pensadores con una mejor perspectiva sobre la existencia que otras personas, los bahaíes conciben las manifestaciones como seres espirituales especialmente dotadas por Dios con poderes y habilidades infinitamente superiores a los humanos corrientes. Existiendo en reinos espirituales antes del nacimiento en esta vida física, cada manifestación es enviada por Dios a un período y lugar en particular como un instrumento de intervención divina para guiar a la raza humana a desarrollar gradualmente sus capacidades inherentes para realizar el plan de Dios para la humanidad.

Los bahaíes creen que las manifestaciones reflejan la luz de la Voluntad y Propósito de Dios en este mundo. Los escritos bahaíes comparan las manifestaciones con espejos perfectos que reflejan un solo sol—aunque cada espejo es distinto, la reflexión proyectada por cada uno es del mismo sol, variando solo debido a diferencias relacionadas con el tiempo y la posición. Baháʼu'lláh dice que la guía de las manifestaciones necesariamente difiere debido a las situaciones particulares y requisitos de aquellos a quienes atienden:
"Los profetas de Dios deben ser vistos como médicos cuya tarea es fomentar el bienestar del mundo y sus pueblos … No sería de extrañar, entonces, si se encontrara que el tratamiento prescrito por el médico en este día no fuese idéntico al que prescribió anteriormente. ¿Cómo podría ser de otra manera, cuando las dolencias que afectan al paciente necesitan un remedio especial en cada etapa de su enfermedad? De igual modo, cada vez que los Profetas de Dios han iluminado el mundo con el resplandeciente brillo del Sol del conocimiento divino, invariablemente han convocado a sus pueblos a abrazar la luz de Dios, por los medios que mejor se adaptaran a las exigencias de la época en que aparecieron."
Los bahaíes perciben cada religión principal como parte de un proceso educativo holístico ordenado por Dios que ha capacitado espiritual y socialmente a la civilización humana para progresar—mientras las personas aprendían a abrazar círculos de unidad cada vez más amplios, implicando sucesivamente familias, tribus, ciudades-estado y luego naciones cada vez más diversas. Los bahaíes creen que inevitablemente la raza humana debe, y lo hará, abrazar su círculo final de unidad, el del propio planeta.
Bahá’u'lláh vincula este "proceso de revelación progresiva" con la alianza eterna de Dios: la promesa que cada maestro divino hace a sus seguidores respecto a la próxima manifestación que el Creador enviará para educarlos. Según los bahaíes, las profecías relativas a esta gran alianza se encuentran en las escrituras de todas las religiones, con cada manifestación profetizando sobre la siguiente, e incluso sobre otras por venir. Como parte de esta alianza, los seguidores de cada religión tienen la responsabilidad de investigar cuidadosamente, con una mente abierta y un corazón receptivo, si una persona que afirma ser el nuevo mensajero prometido de su fe cumple, o no, con las profecías espirituales relevantes.

### Profecías cumplidas

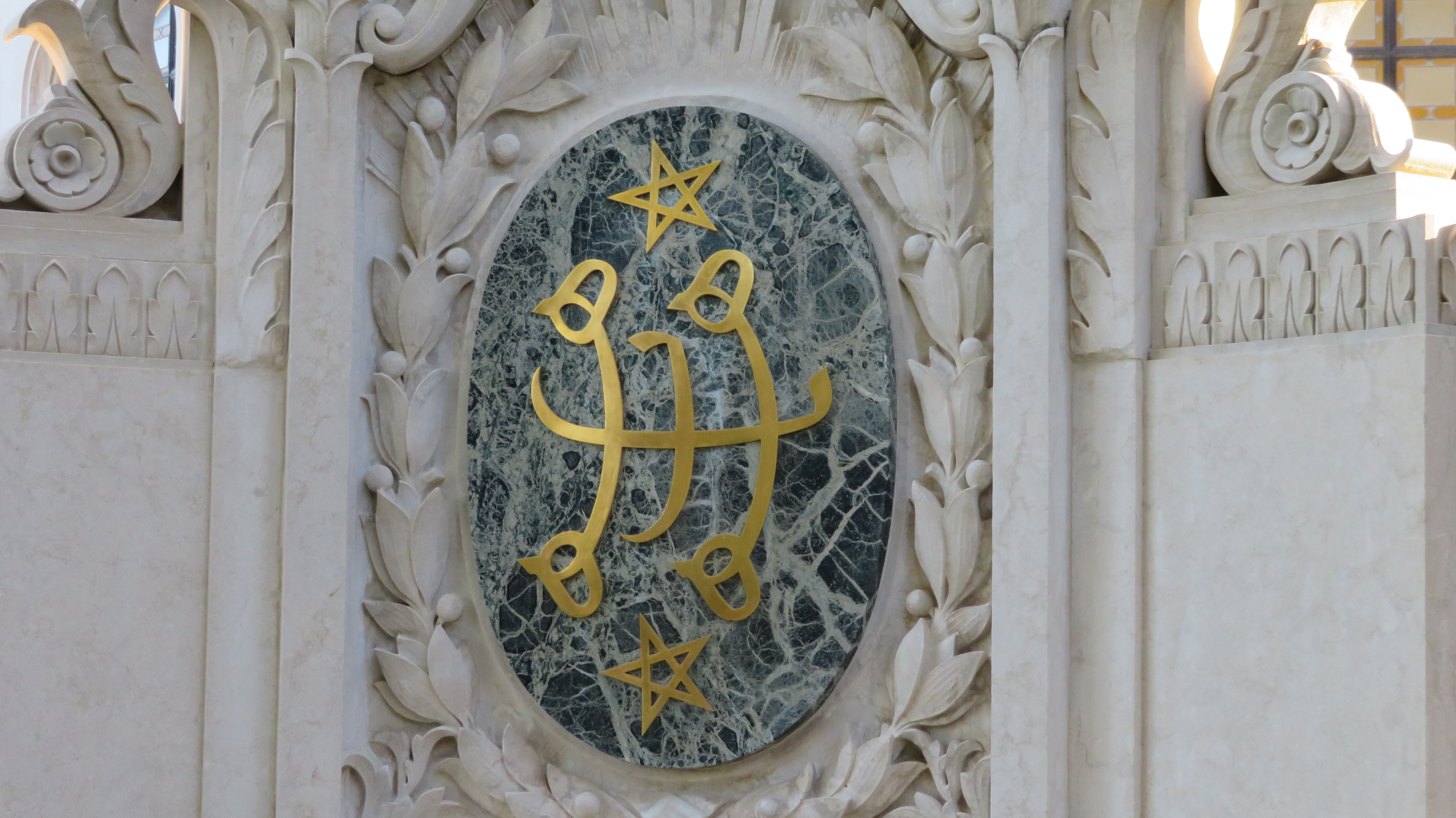
Un símbolo bahá'í en el Santuario del Báb que representa el papel único de una Manifestación en transmitir la Voluntad de Dios a la humanidad

Al anunciar su afirmación de ser la manifestación prometida anunciada por el Báb, Baháʼu'lláh también declaró su posición como el Prometido profetizado en todas las principales religiones del pasado, el maestro divino que Dios prometió enviar para inaugurar la Edad de Oro de la humanidad. La afirmación de Bahá’u'lláh de ser el 'mesías' de varias tradiciones espirituales, convergiendo en una sola persona es entendida por los bahá'ís como un cumplimiento espiritual y no como un cumplimiento materialmente literal de las profecías mesiánicas o escatológicas de las religiones pasadas. Este entendimiento se basa en las enseñanzas de Baháʼu'lláh sobre la unidad de las manifestaciones de Dios, y la unidad esencial de la religión. Así, los bahá'ís ven a Bahá’u'lláh como cumpliendo profecías de las escrituras hindúes, judías, zoroastrianas, budistas, cristianas e islámicas.

### Propósitos de la vida humana
Los bahá’ís describen su Fe como esencialmente un "modo de vida" basado en las enseñanzas espirituales y sociales de Bahá’u'lláh, que los seguidores ven como prescripciones divinas para una vida recta que pueden conducir a transformaciones personales que mejoran la vida, y a una unidad ampliada—entre diversos grupos e incluso sociedades enteras—en lo que Baháʼu'lláh proclama como una nueva era en la historia humana.

En las enseñanzas de Bahá’u'lláh, se dice que Dios ha creado las almas humanas como entidades espirituales nobles capaces de conocer la existencia de su Creador y de reflejar todas Sus virtudes. Los bahá’ís dicen que los humanos pasan por este plano físico de existencia por dos propósitos fundamentales: 
El primero es para que cada alma desarrolle sus cualidades potenciales dadas por Dios en preparación para la próxima etapa de su existencia en los reinos espirituales eternos en el más allá. Los bahá’ís sostienen que el desarrollo de un alma ocurre en esta vida a través de las experiencias vividas y las interacciones con otros, que desafían a una persona a crecer espiritual y socialmente.
      El segundo propósito se relaciona con la responsabilidad de cada persona, como miembro de la raza humana, de participar colectivamente en llevar adelante "una civilización en constante avance" en armonía con la voluntad de Dios. Tal participación inclusiva de todas las personas en la construcción de la civilización es crucial, afirman los bahá’ís, para que la unidad global y la paz duradera emerjan orgánicamente una vez que el mundo realmente refleje todos los aspectos de la 'Unidad' espiritual y social de los diversos pueblos de la tierra.

### La religión como causa de unidad
Los bahá'ís dicen que las enseñanzas de Bahá'u'lláh sobre la religión abarcan mucho más de lo que el concepto transmite para muchas personas hoy en día. Atribuyen esto a la concepción bahá'í de que la verdadera religión se limita a las enseñanzas espirituales de Dios tal como fueron reveladas por los fundadores divinos de las principales religiones, completamente libres de cualquier malinterpretación que el clero pueda haberles añadido con el tiempo. La religión en ese sentido purificado se ve como una fuerza potente capaz de promover un avance social progresivo dondequiera que se aplique. Los escritos bahá'ís declaran: 
"La religión debería unir a todos los corazones y hacer que las guerras y las disputas se desvanecieran de la faz de la tierra, dando nacimiento a la espiritualidad, confiriendo vida y luz a cada corazón. Si la religión se convierte en causa de aversión, de odio y de división, sería mejor no tener ninguna y apartarse de semejante religión sería un acto verdaderamente religioso. Pues está claro que el propósito de un remedio es curar; pero si el remedio sólo sirve para agravar la enfermedad sería mejor desecharlo. Una religión que no sea causa de amor y unidad no es una religión. Todos los santos profetas fueron como médicos para el alma; prescribieron un tratamiento para la curación de la humanidad; por tanto, cualquier remedio que cause enfermedad no proviene del gran Médico Supremo."
En lugar de que la práctica religiosa se centre en la iluminación individual o en la 'salvación' personal, se anima a los bahá'ís a expandirla hacia un compromiso amplio con "el progreso colectivo de la humanidad en su conjunto"—de modo que las condiciones negativas en cualquier sociedad y las exigencias mundiales sean de preocupación real para cada creyente individual, y esforzarse personalmente por trabajar con otros para encontrar maneras de mejorarlas se vuelve "inseparable de [su] creencia y práctica religiosa." Para los bahá'ís, la ‘fe’ religiosa consiste específicamente en dos componentes inseparables: el "conocimiento consciente" de las bases espirituales de lo que uno ha juzgado independientemente como verdad (en contraste con ‘imitar ciegamente’ a los antepasados o líderes religiosos), y luego vivir esas creencias a través de "la práctica de buenas obras"—"Que las acciones, y no las palabras, sean vuestro adorno", insta Bahá’u'lláh.
Baháʼu'lláh anima a sus seguidores a relacionarse con personas de todas las religiones de manera amigable y amorosa, al tiempo que condena todas las formas de intolerancia o violencia religiosa. Prohíbe el ascetismo, la mendicidad, el monaquismo y la penitencia, mientras afirma la importancia de trabajar en algún oficio o profesión para beneficiarse a uno mismo y a la sociedad. Los escritos bahá’ís describen en detalle el papel de la verdadera religión como una fuerza para el mantenimiento del orden social; como un catalizador para el desarrollo espiritual personal y social continuo; y como promotor y fuente de la comunión diaria con Dios,  y la autotransformación necesaria.

### Principios sociales importantes

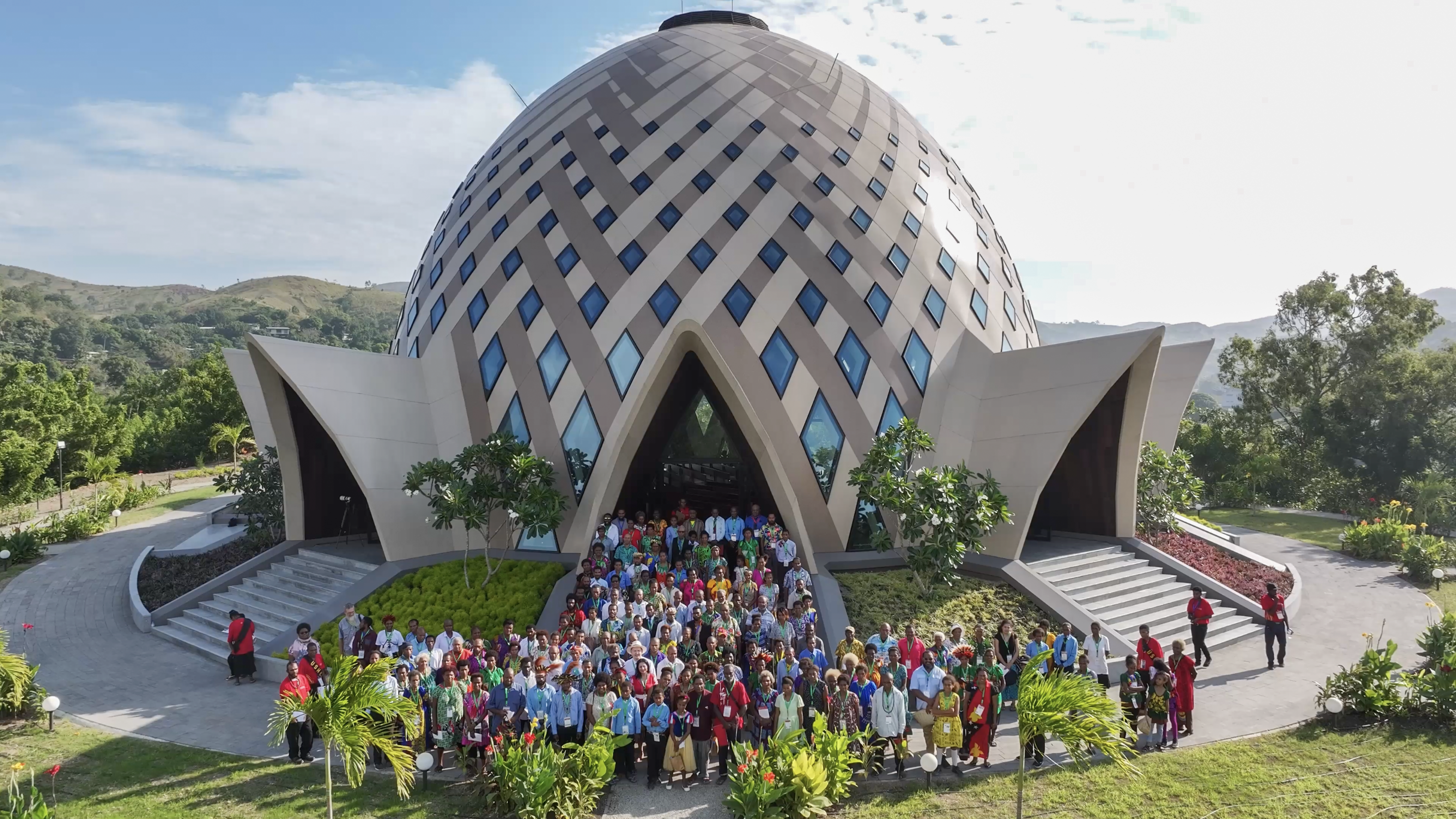
Algunos de los más de 4,000 participantes en la dedicación del templo bahá’í en Papúa Nueva Guinea en mayo de 2024

Bahá’u'lláh afirma repetidamente que su mensaje es para todos los pueblos, y que el propósito de sus enseñanzas es construir un nuevo mundo en el que la humanidad avance como un todo, considerándose mutuamente como miembros de una sola familia humana. Él proclama el principio de la unidad de la humanidad, instando a los jefes de Estado a unirse para resolver las disputas existentes para lograr la paz y salvaguardarla a través de la seguridad colectiva. Para promover el establecimiento de una comunidad global unida, Bahá’u'lláh enfatiza la necesidad de eliminar los prejuicios religiosos, raciales y de todas las demás formas, y evitar el nacionalismo extremo. Además, habla de la necesidad de que los pueblos del mundo compartan los recursos finitos de la Tierra a nivel global, y de encontrar soluciones espirituales para abordar los "extremos de riqueza y pobreza" entre individuos y entre países. Sobre este último punto, los escritos bahá'ís explican: 
"Cuando vemos que la pobreza se permite llegar a una condición de hambre, es un signo seguro de que en algún lugar encontraremos tiranía. Los hombres deben ponerse en acción en este asunto y no retrasarse más en alterar las condiciones que traen la miseria de una pobreza aplastante a un gran número de personas. Los ricos deben dar de su abundancia, deben ablandar sus corazones y cultivar una inteligencia compasiva, pensando en aquellos tristes que sufren por la falta de las cosas más necesarias de la vida. ... Deben hacerse leyes especiales para abordar estos extremos de riqueza y necesidad."
[[Archivo:Tarbiyat School, Tehran, ca 1911.jpg|left|thumb|{{center|Estudiantes en 1933 en la Escuela Tarbiyat para Niñas, establecida por la Comunidad Bahá’í de Teherán en 1911.]]

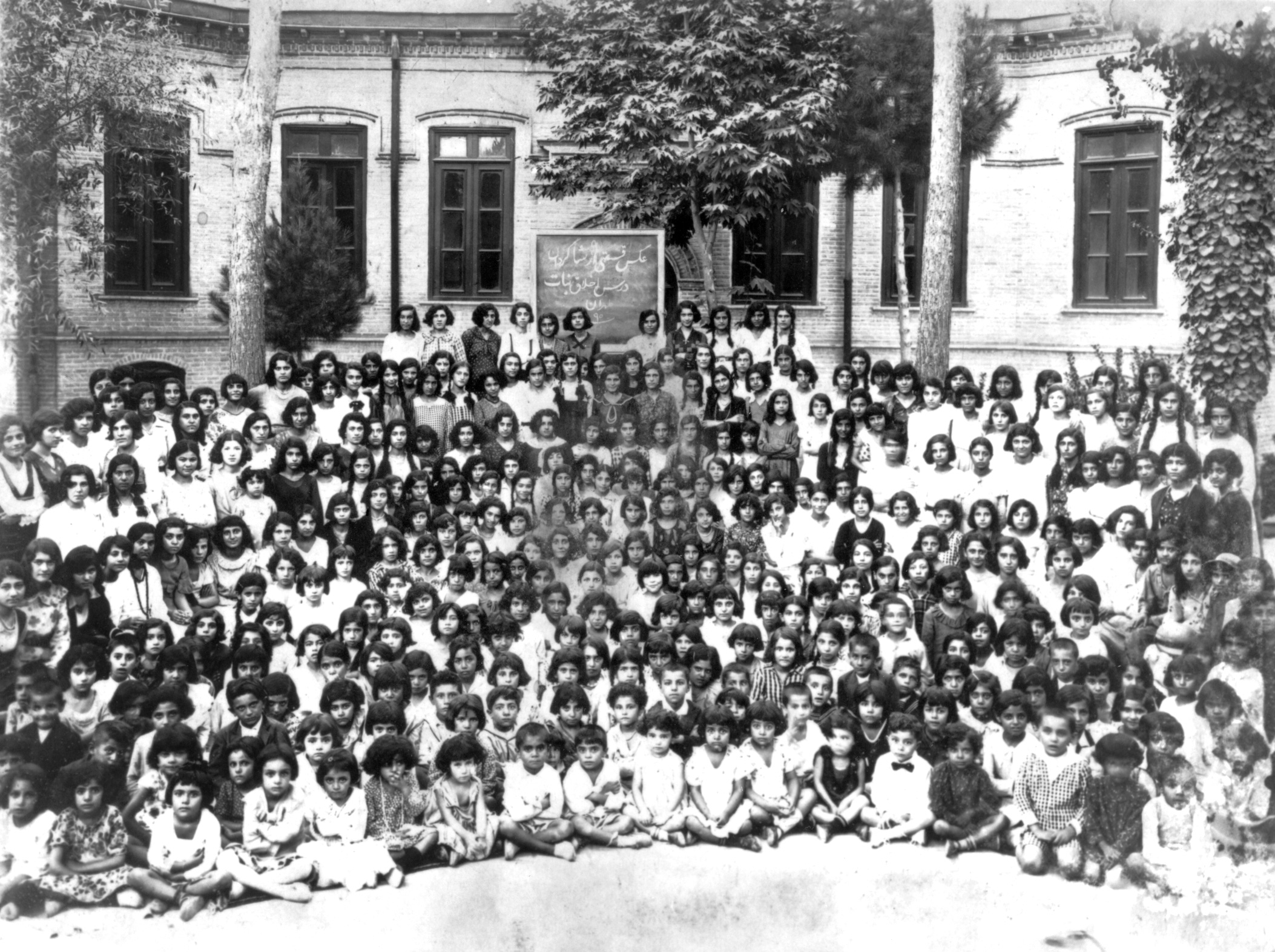
center|Estudiantes en 1933 en la Escuela Tarbiyat para Niñas, establecida por la Comunidad Bahá’í de Teherán en 1911.

Una condición descrita por los bahá'ís como absolutamente necesaria para la realización de la paz mundial es la igualdad completa entre mujeres y hombres en todo el mundo. Baháʼu'lláh declara que ante los ojos de Dios los sexos son iguales; ninguno es superior al otro. "El no reconocer que las mujeres son iguales a los hombres finalmente impide el florecimiento material, social y espiritual de cada individuo." Para lograr tal igualdad, las enseñanzas bahá'ís prevén la implementación de cambios sociales amplios en todas partes—incluyendo mandatos para poner fin a prácticas discriminatorias contra las mujeres y un mayor énfasis en la educación para las niñas para asegurar que las mujeres alcancen su potencial en todos los campos del esfuerzo humano. Además, en el proceso de construir un mundo pacífico y unido, Bahá’u'lláh estipula que se deben salvaguardar los derechos de todas las minorías y fomentar su desarrollo.
Baháʼu'lláh hace un llamado a cada persona para que se esfuerce en vivir una vida recta, sana y productiva, caracterizada por buenas maneras y virtudes morales como la veracidad, la integridad, la confiabilidad, la paciencia, la cortesía, la hospitalidad, la fidelidad, la pureza, la castidad, la moderación, la tolerancia, la justicia y la equidad. Insta a los bahá'ís a ser ciudadanos ejemplares, honestos, leales y concienzudos, libres de partidismo en dondequiera que residan; y a evitar el orgullo, la contienda, la difamación y la maledicencia en todas las circunstancias. El mensaje central de Baháʼu'lláh para sus seguidores es hacer todo esfuerzo por servir a la humanidad, y colaborar con personas afines en todos los esfuerzos por avanzar en el proceso de unificar el mundo de maneras que sean agradables a Dios.

### Sucesión y la Alianza de Baháʼu'lláh
Bahá'u'lláh creó una Alianza explícito con sus seguidores en su testamento. Abierto y leído ante testigos y miembros de su familia al noveno día después de su fallecimiento en 1892, fue escrito completamente de su puño y letra y es conocido como el "Libro de Mi Alianza". Para proporcionar un único punto focal de guía continua, que pudiera aclarar e interpretar sus escritos según fuera necesario, en su testamento Bahá'u'lláh confió el liderazgo de la Fe bahá'í a su hijo mayor, ʻAbdu'l-Bahá, nombrándolo su sucesor, el único intérprete autorizado de sus escritos, el perfecto ejemplo de sus enseñanzas, y el Centro de su Alianza con los bahá'ís. La designación inequívoca de ʻAbdu'l-Bahá fue fácilmente aceptada por la mayoría como un desarrollo natural, ya que durante las décadas previas a la muerte de Bahá'u'lláh, ʻAbdu'l-Bahá era conocido por las formas extremadamente capaces y devotas en las que desempeñó completamente numerosas responsabilidades que Bahá'u'lláh le había confiado, y por los elogios incondicionales que su padre derramó sobre él por sus servicios.
La Alianza de Baháʼu'lláh transmitió explícitamente "autoridad para el establecimiento de un sistema institucional diseñado para guiar, proteger y expandir la emergente comunidad bahá’í." Los bahá’ís creen que el Pacto de Baháʼu'lláh es el rasgo distintivo de su Fe que preserva su unidad y la protege de dividirse en sectas, como sucedió en antiguas religiones principales después del fallecimiento de sus fundadores. Hasta hoy, la Fe bahá’í permanece indivisa.

### Administración bahá’í
Los asuntos de las comunidades bahá'ís, en casi todos los países, se administran de acuerdo con los principios bahá'ís de consulta y toma de decisiones colectiva. Como no hay clero en la Fe bahá'í, cada bahá'í es responsable por su propio destino espiritual. Bahá’u'lláh alentó fuertemente la iniciativa personal entre los bahá'ís para compartir sus enseñanzas, pero prohibió el proselitismo. Creyendo que Bahá’u'lláh ofrece principios espirituales que pueden conducir a formas prácticas de desarrollar soluciones para las exigencias de esta era, los bahá'ís siempre están dispuestos a compartir información sobre Bahá’u'lláh a quienes muestren interés.
Trabajar en grupos y participar en la comunidad se consideran aspectos importantes de la vida bahá'í. Los esfuerzos individuales y grupales, y las actividades de la comunidad bahá'í en general, son coordinados, guiados y apoyados por consejos de nueve miembros (elegidos anualmente por voto secreto, sin nominaciones) que operan a niveles local, regional y nacional. Se proporciona aliento adicional y guía espiritual a través de individuos nombrados que no tienen poderes legislativos, judiciales o ejecutivos. Los proyectos bahá'ís son financiados íntegramente por fondos dados voluntariamente por bahá'ís, ya que la Fe bahá'í no acepta contribuciones de quienes no son miembros declarados. Los miembros de los consejos bahá'ís, así como cualquier persona designada por ellos para asistir en diversas actividades comunitarias (como las clases de educación moral para niños y jóvenes), sirven de manera voluntaria. El orden administrativo bahá'í está encabezado por un consejo internacional designada como la Casa Universal de Justicia, es la institución ordenada y dotada de autoridad para este propósito por Bahá'u'lláh en el Kitáb-i-Aqdas, el libro de sus leyes. Este organismo gobernante mundial es elegido por los miembros de los consejos nacionales bahá'ís de todo el planeta cada cinco años en una reunión internacional celebrada en el Centro Mundial Baháʼí.

## Escritos

### Origen, forma y volumen
Los bahá'ís consideran que todos los escritos de Baháʼu'lláh son divinamente revelados, incluidos aquellos compuestos antes de anunciar su misión profética. Se relata que cuando la revelación le inspiraba, Baháʼu'lláh ocasionalmente la escribía él mismo, pero típicamente dictaba las palabras en voz alta a un amanuense. A veces hablaba tan rápidamente que presentaba desafíos para quienes registraban sus palabras. La mayoría de los escritos de Baháʼu'lláh toman la forma de breves cartas, o tablas, dirigidas a un individuo o a varias personas. El cuerpo de obras de Baháʼu'lláh se estima que equivale a más de 100 volúmenes, tanto en árabe y farsí (persa). Entre sus obras más extensas que ya están traducidas al español se encuentran las siguientes. La mayoría están disponibles en línea. 
- El Kitáb-i-Aqdas (el Libro Más Sagrado). Es el libro de mayor importancia de Bahá’u’llah donde están consignadas las leyes de su religión.  La primera traducción al inglés fue publicada en 1992, y en español en 1999. Estipula las leyes sobre las prácticas del individuo referentes, por ejemplo, a la oración y el ayuno, el matrimonio, y otros aspectos de estatus personal. También hace referencia a la organización de la comunidad bahá’í bajo la Casa Universal de Justicia. Aquí también se dirige a algunos de los reyes y presidentes de su época, complementando epístolas que había emitido anteriormente, donde reclamaba la paz y la justicia para los oprimidos. Esas epístolas están recopiladas en el libro El Llamamiento del Señor de los Huestes.

- El Kitab-i-Iqan (el Libro de la Certeza): Revelado en el transcurso de dos días, se plantea la doctrina de revelación progresiva, que la religión es evolutiva, y que los profetas o manifestaciones de Dios a través de la historia representan un proceso educativo integrado. Considera que Dios es inalcanzable para el ser humano, y que las manifestaciones son el único lazo entre Dios y el hombre.
- Las Palabras Ocultas de Bahá'u'lláh.  Considerado como el libro sobresaliente de Bahá’u’lláh en el campo de la ética, consta de 153 versos cortos revelados en árabe y farsí (persa).
- Pasajes de los Escritos de Bahá’u’lláh. Selección de extractos de los Escritos de Bahá’u’lláh, recopilados y  traducidos al inglés por Shoghi Effendi. Fue publicado en inglés en 1939 para dar una visión amplia de la literatura bahá’í a una audiencia occidental.
- El llamamiento del Señor de las Huestes. Una recopilación de varias obras, incluyendo epístolas dirigidas a los reyes y presidentes de su época cuando Bahá’u’lláh estaba en exilio en Adriánopolis y Akká.
- El Llamamiento del Amado Divino. Una recopilación de obras místicas, incluyendo Los Siete Valles, considerado su obra mística de mayor importancia, y un poema escrito mientras se encontraba en la Siyah-Chal, la prisión subterránea en Teherán.
- El tabernáculo de la unidad. Consta de cinco tablas escritas a un erudito de la religión zoroastriano, Manikchi Sahib.

### Voz
Bahá’u'lláh describe cada manifestación como teniendo una naturaleza dual, una relacionada con Dios, la otra con este mundo humano. Además, cada una tiene una "doble estación"—la primera se relaciona con su "realidad más íntima" en la cual habla con "la voz de Dios", mientras que la segunda estación es su lado humano. Él dice que todas las manifestaciones, como "canales de la gracia omnipresente de Dios", son invariablemente comisionadas por el Creador para usar "la inspiración de Sus palabras" para afectar los corazones y almas humanas, de modo que los individuos espiritualmente sintonizados comprendan las verdades que se les están dando.
La 'Voz' en los escritos de Baháʼu'lláh varía dependiendo de los temas o tópicos tratados, los antecedentes específicos de sus destinatarios o preguntas particulares que le hicieron. En muchos escritos Baháʼu'lláh habla como un consejero amistoso o amigo compartiendo con otro; en otros es como un amanuensis transmitiendo lo que la manifestación le pidió que comunicara; en algunos es como si Dios estuviera hablando en primera persona. En otros casos la voz utilizada es una humilde hablando con profunda humildad ante Dios—en absoluta servidumbre y autoanulación.

En los escritos de Baháʼu'lláh, la voz puede cambiar de una forma a otra dentro de un solo texto, o tomar la forma de una conversación, como se ve en el diálogo entre Baháʼu'lláh y Dios guiándolo como Su manifestación en la Tabla del Fuego, o en la Tabla de Carmelo, en la que el Monte Carmelo y Baháʼu'lláh como manifestación de Dios conversan. En cualquier estilo o voz que exprese una manifestación, el objetivo siempre es compartir verdades espirituales. Los baháʼís se refieren a la siguiente declaración para explicar sus creencias en este asunto: 
Si hemos de ser fieles a los principios de nuestra Fe, debemos hacer para siempre una distinción cabal entre el templo humano que fuera el vehículo de tan pasmosa Revelación, y ese "intimo Espíritu de los Espíritus", "eterna Esencia de las Esencias", ese Dios invisible, pero racional, Quien por más que ensalcemos la divinidad de Sus Manifestaciones sobre la tierra, de ninguna manera puede encarnar Su infinita, Su impenetrable, Su incorruptible y Su omnímoda Realidad, en la concreta y limitada forma de un ser mortal. En efecto, a la luz de las enseñanzas de Bahá'u'lláh, Dios que pudiese así encarnar Su propia realidad cesaría de inmediato de ser Dios.

...Que Bahá'u'lláh, a pesar de la abrumadora intensidad de Su Revelación, debe ser considerado esencialmente como una de las Manifestaciones de Dios y jamás ser identificado con esa invisible Realidad que es en Sí misma la Esencia de Divinidad, es una de las creencias básicas de nuestra Fe, creencia que jamás deberá ser oscurecida y cuya integridad ninguno de sus seguidores debe permitir que se comprometa…. 

### Contenido
Los temas en los escritos de Bahá’u'lláh son extensos y cubren principios sociales, morales y espirituales relevantes para la vida humana; se aplican a individuos, grupos, sociedades y al planeta. Las categorías incluyen comentarios sobre escrituras, profecías y creencias de religiones anteriores; la derogación de leyes religiosas o sociales pasadas, y la promulgación de leyes y ordenanzas para esta nueva dispensación; escritos místicos; evidencias y explicaciones sobre la naturaleza de Dios; declaraciones sobre la vida después de la muerte y de cómo las almas progresan por la eternidad en reinos divinos infinitos; la exaltación del trabajo realizado en un espíritu de servicio al estatus de adoración; exposiciones sobre el gobierno justo y sobre la promoción de la unidad y la paz mundial; exposiciones sobre conocimiento, filosofía, alquimia, medicina y vida saludable; enseñanzas espirituales subyacentes a la participación de individuos y comunidades en su propio desarrollo social y económico; y una vida virtuosa y en armonía con la Voluntad de Dios. Los escritos de Bahá’u'lláh también exploran la teodicea, y los propósitos de las pruebas y dificultades en esta vida. Escribió numerosas oraciones y meditaciones.
Un tema principal en los escritos de Bahá’u'lláh se relaciona con el conocimiento—"uno de los dones maravillosos de Dios" para la humanidad, que es "responsabilidad de todos" adquirirlo. "El conocimiento es como unas alas para la vida del hombre, y una escalera para su ascenso." Integral a la adquisición del conocimiento es comprender que no hay contradicciones entre la ciencia comprobada y la religión incorrupta, ya que ambas son fuentes de realidad, una material y la otra espiritual. Los bahá’ís afirman que la verdadera ciencia y la verdadera religión deben corresponder porque "ambas están basadas en las premisas y conclusiones de la razón, y ambos deben pasar la prueba." Así, los bahá’ís conciben la ciencia y la religión como "dos sistemas complementarios de conocimiento y práctica mediante los cuales los seres humanos llegan a comprender el mundo que les rodea y a través de los cuales la civilización avanza". Ambos son aplicables e indispensables para estar en un modo de aprendizaje viable que "no se preocupe simplemente por la adquisición del conocimiento existente... [sino que] también se preocupe por la generación de nuevo conocimiento para el beneficio de la humanidad."
Adquirir conocimientos basados en la realidad es un principio central de las enseñanzas de Bahá’u'lláh, y él aconseja a cualquier persona que busque verificar la verdad de un asunto que primero "Debe limpiar su corazón tanto que no quede en él ningún vestigio de amor ni odio, no sea que ese amor le incline ciegamente al error o ese odio le aleje de la verdad." ʻAbdu'l-Bahá enfatizó repetidamente que un bahá'í debe buscar la guia de Dios en momentos de oración y también utilizar su poder de razonamiento, otro don de Dios. Él afirma que deben investigar imparcialmente y sin prejuicios para alcanzar conclusiones correctas, porque la mayoría de la gente basa sus ideas religiosas en "la aquiescencia ciega y la imitación de las creencias ancestrales." Comenta que "la imitación ciega del pasado atrofiará la mente. Pero una vez que cada alma indague en la verdad, la sociedad se liberará de la oscuridad de repetir continuamente el pasado."
Basado en las enseñanzas de Bahá’u'lláh sobre el conocimiento, las habilidades de alfabetización para todos y la educación universal son percibidas como instrumentos fundamentales "para construir, sostener y impulsar el avance de la civilización." Los bahá’ís también sostienen que "el acceso al conocimiento es el derecho de todo ser humano, y la participacion en su generacion, aplicacion y difusion es una responsabilidad que todos deberan asumir en la gran empresa de la construccion de una civilizacion mundial prospera, cada uno segun sus talentos y capacidades." Esta visión "toma implicaciones profundas" para los bahá’ís mientras buscan mejorar el bienestar común, ya que "la generación sistemática, aplicación y difusión del conocimiento no solo es un deber científico. Es también un deber religioso." La importancia de esta obligación es una razón clave por la que la comunidad bahá’í aspira a ser "científica en su método" y deja claro que el progreso humano solo puede lograrse cuando la ciencia y la religión trabajan en armonía, como las dos alas de un pájaro.
Mientras los bahá'ís no pretenden tener respuestas inmediatas para las innumerables crisis que actualmente afectan a la humanidad, sí expresan confianza en que dentro del vasto cuerpo de enseñanzas de Bahá’u'lláh existen principios espirituales que pueden ser utilizados para resolver cada problema social. Los bahá'ís creen que los principios espirituales "proporcionan un marco y puntos de referencia para el comportamiento humano y la organización social a un nivel fundamental", y por lo tanto abordan múltiples aspectos de los problemas sociales al mismo tiempo. El consejo mundial bahá'í señala: "El mérito esencial del principio espiritual consiste no sólo en que presenta una perspectiva acorde con lo que es inherente a la naturaleza humana, sino que también induce a una actitud, una dinámica, una voluntad, una aspiración que facilitan el descubrimiento y la aplicación de medidas prácticas. Los gobernantes y todos los que ostentan alguna autoridad tendrían más éxito en sus esfuerzos por resolver los problemas si primero intentaran identificar los principios en cuestión y luego se guiaran por ellos."

#### Misivas a los líderes mundiales
Bahá'u'lláh escribió una serie de cartas dirigidas individual y colectivamente a monarcas, gobernantes políticos y líderes clericales, en las cuales afirmó ser el Prometido de la Torá, los Evangelios y el Corán. Les pidió que aceptaran su revelación, renunciaran a sus posesiones materiales, gobernaran con justicia, protegieran los derechos de los oprimidos, redujeran sus armamentos, reconciliaran sus diferencias y trabajaran colaborativamente por el mejoramiento del mundo y la unificación de sus pueblos. Advirtió que el orden social de ese período estaba terminando y que una civilización global estaba naciendo. Bahá'u'lláh afirmó además que fuerzas históricas inexorables estaban en movimiento y que los gobernantes deberían usar los poderes que Dios les confió para servir a la humanidad y lograr justicia, paz y unidad.
En estas comunicaciones, Baháʼu'lláh también prescribió maneras de desarrollar un sentido de comunidad para los pueblos del planeta a través de esfuerzos colaborativos como la creación de un idioma auxiliar internacional, la educación pública obligatoria y universal, y una moneda global común y un sistema de medición. Incluso instaba a los gobernantes a reducir drásticamente los gastos militares, crear un tribunal internacional para adjudicar disputas entre naciones, usar los impuestos para beneficios sociales y adherirse a los principios de democracia en sus asuntos internos. A los líderes religiosos, Baháʼu'lláh les aconsejó que examinaran seriamente su causa sin prejuicios, renunciaran al liderazgo secular, rechazaran el dogma, abrazaran el alcance ecuménico y eliminaran los rituales sin sentido; mientras aconsejaba a los monjes evitar el aislamiento, relacionarse con la gente y participar en servicios comunitarios beneficiosos, y casarse.
La primera de estas misivas fue escrita en 1863 en Constantinopla al sultán ʻAbdu’l-ʻAzíz, al recibir la orden de desterrar a Baháʼu'lláh a Adrianópolis; otras fueron escritas en Adrianópolis, y en ‘Akká. En total, fueron dirigidas a: el sultán ʻAbdu’l-ʻAzíz del Imperio Otomano; Zar Alejandro II de Rusia; Francisco José I de Austria-Hungría; Napoleón III de Francia; Nasiri’d-Din Shah de Persia; Papa Pío IX; Reina Victoria de Gran Bretaña e Irlanda; Guillermo I de Prusia; los gobernantes y presidentes de las repúblicas de América; representantes elegidos de los pueblos en cada tierra; y líderes religiosos. Aunque no se recibió una respuesta significativa de aquellos a quienes se les escribió, posteriormente las cartas de Baháʼu'lláh atrajeron considerable atención (e incluso notables conversos a su causa) por "el sorprendente cumplimiento de las profecías individuales que contenían"—advirtiendo a Napoleón, al Papa, al Kaiser Guillermo, al Zar, al emperador Francisco José, al Shah, al Sultán, y al primer ministro y ministro de relaciones exteriores de este último, sobre sus caídas, pérdida de territorios, u otros castigos divinos por no prestar atención a su consejo o por las injusticias que habían cometido.

### Preservación y traducción
El Centro Mundial Bahá'í mantiene esfuerzos continuos para asegurar que los escritos originales de Bahá'u'lláh sean recopilados, autenticados, catalogados y preservados. A través de un programa internacional de traducción, los escritos de Bahá'u'lláh están actualmente disponibles en más de 800 idiomas.

## Citas
1. 1 2  Hartz, 2009, p. 38.
2. ↑  Warburg, 2006, pp. 131-132, 143.
3. 1 2  Smith, 2000, p. 323.
4. 1 2 3  Hartz, 2009, p. 56.
5. ↑  Stockman, 2013, p. 2.
6. ↑  Stockman, 2022a, pp. 219-220.
7. ↑  Hatcher y Martin, 1984, p. 127n.
8. ↑  Taherzadeh, 1976, p. 305.
9. ↑  A través de su descendiente Jesé, padre del rey David.[8]
10. ↑  Smith, 2000, pp. 73, 369.
11. ↑  Adamson, 2007, p. 50.
12. 1 2  Smith, 2000, p. 13.
13. ↑  Adamson, 2007, p. 267.
14. ↑  Smith, 2000, p. 217.
15. ↑  Viuda con tres hijos, llegó a ser la segunda esposa del padre de Baháʼu'lláh.[14]
16. ↑  Bahá'u'lláh el Rey de La Gloria, Editorial Bahá'í de España
17. ↑  Revelation of Bahá'u'lláh, volumen 1, Editorial George Ronald
18. 1 2  Momen, 2022, p. 41.
19. ↑  Ma'ani, 2008, p. 87.
20. ↑  Ásíyih Khánum y sus hijos ʻAbdu'l-Bahá, Bahíyyih Khánum y Mírzá Mihdí son la "sagrada familia" del bahaísmo.[19] Para más detalles sobre las otras dos esposas de Bahá'u'lláh y sus hijos de esos matrimonios, véase La familia de Baháʼu'lláh.
21. ↑  Dehghani, 2022, pp. 188-189.
22. 1 2  Saiedi, 2000, p. 2.
23. ↑  Smith, 2000, pp. 58-59.
24. ↑  BBC, 2009b.
25. ↑  Un clérigo musulmán que fue la primera persona que creyó en el Báb.[24]
26. ↑  Término para una carta sobre un tema religioso
27. ↑  Taherzadeh, 1992, pp. 34-38.
28. ↑  Balyuzi, 2000, pp. 35-37.
29. ↑  Momen, 2019a.
30. ↑  Smith, 2000, pp. 64-65.
31. ↑  Saiedi, 2008, p. 24, nota #39.
32. ↑  Maneck, 1984.
33. ↑  Smith, 2000, p. 369.
34. ↑  Maneck, 1990.
35. ↑  Sharon, 2011.
36. ↑  Amanat, 2011, p. 256.
37. ↑  Aunque la mayoría de los bahaíes de Irán son de herencia musulmana, las conversiones posteriores del siglo XIX de un número considerable de individuos procedentes del judaísmo y el zoroastrismo en el país están bien documentadas.[32][33][34][35][36]
38. ↑  Warburg, 2006, pp. 133-134.
39. ↑  Smith, 2000, p. 73.
40. ↑  Hartz, 2009, p. 41.
41. ↑  Para más información sobre la asignación de nombres espirituales, véase «Nombres personales y títulos en el uso islámico y bahá'í».. En Walbridge, John (2002). «Ensayos y Notas sobre la Historia Babi y Baha'i».
42. ↑  Hatcher y Martin, 1984, p. 30.
43. ↑  Hatcher y Martin, 1984, pp. 9-18.
44. ↑  Smith, 2000, p. 57.
45. ↑  Mahmoudi, 2022, pp. 384-387.
46. ↑  Saiedi, 2008, p. 343.
47. 1 2  Saiedi, 2008, p. 344.
48. ↑  Effendi, 1944, p. 23.
49. ↑  Saiedi, 2000, p. 295.
50. ↑  Hartz, 2009, p. 32.
51. ↑  Hatcher y Martin, 1984, pp. 20-21.
52. ↑  Hatcher y Martin, 1984, p. 20.
53. 1 2  Saiedi, 2000, p. 4.
54. ↑  Balyuzi, 2000, pp. 99-101.
55. ↑  BBC, 2009.
56. ↑  Buck, 2019.
57. ↑  Adamson, 2007, p. lxxiv.
58. ↑  Warburg, 2006, p. 7.
59. ↑  Hatcher y Martin, 1984, p. 74.
60. ↑  Warburg, 2006, p. 12.
61. ↑  Hornby, 1988, p. 477, ref. #1574 (citando Shoghi Effendi).
62. ↑  Aunque los bahaíes creen que Dios tiene "una Mente, una Voluntad, un Propósito" y puede razonar y amar, su concepción del Ser Divino "no es antropomórfica, pues trasciende todas las limitaciones y formas humanas y de ninguna manera intenta definir la esencia de la Divinidad que está obviamente más allá de cualquier comprensión humana. Decir que Dios es una Realidad personal no significa que tenga una forma física, o que se asemeje de alguna manera a un ser humano. Sostener tal creencia sería una blasfemia flagrante."[61]
63. ↑  Matthews, 2005, p. 19.
64. ↑  Research Department of the Universal House of Justice (2002). Use of the Masculine Gender in the Baháʼí Writings comp., refs. #8, 10.
65. ↑  Smith, 2000, p. x.
66. ↑  Los escritos bahaíes explican que el Creador "no es ni masculino ni femenino," pero es tan trascendente y más allá de la comprensión humana que el género es "esencialmente irrelevante" al referirse al Ser Divino. En relación con los pronombres o términos que se pueden usar para referirse a Dios en diferentes idiomas, los bahaíes sostienen que cada profeta revela escrituras utilizando expresiones y lenguaje comprensible para aquellos a quienes se dirige. En árabe y persa, idiomas en los que Baháʼu'lláh escribió, es habitual usar pronombres masculinos y términos como "Señor" y "Padre" en lugar de "Señora" y "Madre" al indicar a Dios (hasta épocas más recientes, el inglés generalmente siguió tradiciones similares).
     La creciente igualdad entre mujeres y hombres también ha resultado en cambios en los significados y el uso de sustantivos y pronombres. El género masculino en muchos idiomas ahora se utiliza de manera genérica. A menos que se indique claramente un género específico, en lugar de centrarse en la semántica al considerar escritos de épocas anteriores, una respuesta espiritual puede aceptar pronombres o palabras que se refieren a Dios como "Señor", o un término como "humanidad" indicando seres humanos, en su sentido genérico.[64][65]
67. ↑  Bolodo-Taefi, 2022, pp. 176–178.
68. ↑  Kluge, 2022, pp. 230–231.
69. ↑  Smith, 2008, pp. 117–118.
70. ↑  Bolodo-Taefi, 2022, pp. 182–186.
71. ↑  Adamson, 2007, pp. 186–188.
72. ↑  Hornby, 1988, p. 505, ref. #1699 (citando Shoghi Effendi).
73. ↑  Hatcher y Martin, 1984, p. 120.
74. ↑  Hatcher y Martin, 1984, pp. 116–118.
75. ↑  Baháʼu'lláh, 1976, p. 80, §XXXIV.
76. ↑  Dehghani, 2022, p. 190.
77. ↑  Smith, 2000, pp. 246–247.
78. ↑  Mount, 2022, p. 240.
79. ↑  Casa Universal de Justicia, 1985, ¶1.
80. ↑  Smith, 2000, pp. 323–324.
81. ↑  Dehghani, 2022, pp. 188–189.
82. 1 2  Bolodo-Taefi, 2022, p. 185.
83. ↑  Adamson, 2007, pp. 385–387.
84. ↑  Heller, 2022, pp. 409–410.
85. ↑  Hatcher y Martin, 1984, pp. 127–128.
86. ↑  Adamson, 2007, pp. 387–388.
87. ↑  Buck, 2004, pp. 143–178.
88. ↑  Bolodo-Taefi, 2022, p. 184.
89. ↑  Hatcher y Martin, 1984, pp. 81–84.
90. ↑  Warburg, 2006, pp. 170–172.
91. ↑  Smith, 2000, pp. 78–79.
92. ↑  Nakhjavani, 1983, p. 65.
93. ↑  Hartz, 2009, pp. 116, 117.
94. ↑  Afnan, 2022, p. 482.
95. ↑  Uno de los muchos ejemplos en las escrituras bahá’ís que tocan el comportamiento personal declara: "… procura siempre hacer lo que es justo y noble."[94]
96. 1 2  Momen, 2008, pp. 60–67.
97. ↑  Hartz, 2009, p. 125.
98. ↑  Saiedi, 2000, p. 163.
99. ↑  Hartz, 2009, pp. 86–90.
100. ↑  Momen, 2008, p. 121.
101. ↑  Hatcher y Martin, 1984, pp. 100–101, 105.
102. ↑  Hatcher y Martin, 1984, pp. 101–104, 111–114.
103. ↑  Smith, 2000, pp. 325–326, 326–328.
104. ↑  Hatcher, 2005, p. 178.
105. ↑  Hablando de las dificultades en la vida, ʻAbdu'l-Bahá explicó: "Las pruebas son beneficios de Dios, por las cuales debemos agradecerle. El dolor y la tristeza no llegan a nosotros por casualidad, nos son enviados por la Divina Misericordia para nuestro propio perfeccionamiento."[104]
106. ↑  Saiedi, 2000, p. 322.
107. ↑  Momen, 2008, pp. 111, 117.
108. ↑  Smith, 2000, p. 106.
109. ↑  Hatcher y Martin, 1984, pp. 76–81.
110. ↑  Karlberg y Smith, 2022, p. 473.
111. ↑  Momen, 2008, pp. vii–ix.
112. ↑  Momen, 2008, pp. 113–114.
113. 1 2  Hatcher y Martin, 1984, pp. 44–45.
114. ↑  BIC, 1987.
115. ↑  Smith, 2000, pp. 276–277, 290–291, 297.
116. ↑  Adamson, 2007, p. 167.
117. ↑  Adamson, 2007, pp. 167–168.
118. 1 2  Universal House of Justice, 2002, A los líderes religiosos del mundo.
119. ↑  Las escrituras bahá'ís aseguran que nociones humanas han causado dogmas, creencias supersticiosas, rituales sin sentido, divisiones sectarias y violencia, y fanatismo que han plagado hasta este día a las religiones.[113][114][115] Bahá’u'lláh advirtió que el "fanatismo y el odio son un fuego devorador del mundo, cuya violencia nadie puede apagar."[116] Los bahá'ís creen que la "perniciosa influencia del fanatismo se encuentra en la raíz" de demasiados "conflictos y otros males que socavan la paz en el mundo, incluido el problema del terrorismo." Describen el fanatismo como "una perversión de la religión" que contradice por completo el propósito de Dios al enviar manifestaciones para "promover la unidad entre todos los pueblos del mundo y prohibir la guerra y la violencia en los asuntos humanos."[117][118]
120. ↑  ʻAbdu'l-Bahá, 2021, §40–¶14 (p. 130).
121. 1 2  Heller y Mahmoudi, 1992, p. 421.
122. ↑  Momen, 1999, pp. 348–349, 477.
123. ↑  Adamson, 2007, p. 163.
124. ↑  Momen, 2008, p. 17.
125. 1 2  Smith, 2008, p. 33.
126. 1 2 3 4  Bausani, 2011, p. 191-192.
127. ↑  Adamson, 2007, pp. 381–382.
128. ↑  White, 2022, p. 282.
129. 1 2  Mahmoudi, 2022, p. 387.
130. ↑  Mahmoudi, 2022, pp. 385–386.
131. ↑  Stockman, 2022, pp. 219–220.
132. ↑  Mahmoudi, 2022, pp. 390–391.
133. ↑  Smith, 2008, pp. 53, 139.
134. ↑  Lopez-Claros, 2022, pp. 309, 312.
135. ↑  Dahl, 2022, p. 341.
136. ↑  Lopez-Claros, 2022, pp. 310–311.
137. ↑  Closed Doors, 2005, p. 18.
138. ↑  Esta escuela fue una de al menos 47 escuelas operadas por los bahá’ís que fueron cerradas forzosamente (debido a la discriminación religiosa) bajo el gobierno de los Pahlaví en 1934.[137]
139. ↑  Pearson, 2022, pp. 250–251.
140. ↑  BIC, 2025.
141. ↑  Smith, 2008, pp. 143–144.
142. ↑  BIC, 2025, p. 3.
143. ↑  Pearson, 2022, pp. 251–252.
144. ↑  Momen, 1994.
145. ↑  Smith, 2008, p. 203.
146. ↑  Smith, 2000, p. 131.
147. ↑  Smith, 2008, p. 41.
148. ↑  Hartz, 2009, pp. 111–112.
149. ↑  Stockman, 2022, p. 227.
150. 1 2  Hartz, 2009, p. 90.
151. ↑  Stockman, 2022, pp. 224–227.
152. ↑  Stockman, 2022, p. 228.
153. ↑  Basado en los principios de Bahá’u'lláh de esforzarse siempre por promover la unidad, involucrarse "en política partidista está prohibido"[152], y los bahá'ís rechazan cualquier tipo de faccionalismo.[129]
154. ↑  Warburg, 2006, p. 17.
155. ↑  Smith, 2000, p. 114.
156. ↑  Saiedi, 2000, pp. 247–250.
157. ↑  Alkan, 2022, p. 72.
158. 1 2  Hatcher y Martin, 1984, p. 50.
159. ↑  Momen, 2004, pp. 97–98.
160. ↑  Bausani y MacEoin, 2011.
161. ↑  Adamson, 2007, p. 2.
162. ↑  Smith, 2000, p. 14.
163. ↑  El nombre de pila del hijo mayor de Bahá'u'lláh era ʻAbbás, pero tras su nombramiento como cabeza de la Fe bahá'í después de la muerte de Bahá’u'lláh, adoptó el título modesto de ‘Abdu'l-Bahá—que significa "el Siervo de Bahá’u'lláh", como una manera de enfatizar que no tenía otro deseo más que servir a la causa de Bahá’u'lláh. A partir de entonces, pidió que todos los bahá'ís se refirieran a él como ‘Abdu'l-Bahá en lugar de cualquiera de las designaciones exaltadas como "La Rama Más Grande", el "Misterio de Dios" y el "Maestro" que Bahá’u'lláh le había conferido.[161][162]
164. ↑  Alkan, 2022, pp. 78–79.
165. ↑  Smith, 2008, p. 43.
166. ↑  Hatcher y Martin, 1984, pp. 50–51.
167. ↑  Heller, 2022, pp. 411–413.
168. ↑  Smith, 2022a, pp. 134–135.
169. ↑  Smith, 2008, p. 110.
170. ↑  Hartz, 2009, pp. 73, 95.
171. ↑  Schaefer, Towfigh y Gollmer, 2000, p. 51 + nota #108.
172. ↑  Tras el establecimiento del Pacto de Baháʼu'lláh, algunos individuos rechazaron el nombramiento y la autoridad del líder de la Fe bahá’í, y buscaron promover su propio liderazgo; todos fracasaron.[170] Algunos describen los intentos de aquellos involucrados (conocidos por los bahá’ís como rompedores del pacto) como "sectas" de la Fe. Sin embargo, un académico legal explica que tales intentos no pueden describirse correctamente como "sectas" o "cisiones" bahá’ís, ya que ninguno logró establecer una "comunidad rival" genuina. Udo Schaefer señala, "No se puede hablar de una 'cisión' cuando una división es de mero significado efímero, ya que no resultó en la formación de una comunidad rival. (Así como no se habla de una cisma eclesiástico cada vez que un miembro individual de una iglesia realiza una acción que constituye la ofensa eclesiástica de 'cisma'.)"[171] Para una consideración más profunda de estos y puntos relacionados, véase Heller (2022, pp. 414–421).
173. ↑  Hartz, 2009, p. 73.
174. ↑  Hartz, 2009, pp. 125–127.
175. ↑  Una excepción notable es la Fe bahá'í en Irán, donde los bahá'ís son severamente perseguidos por el régimen islámico, su Fe está prohibida, y no se permite el funcionamiento de la administración bahá'í.[174]
176. ↑  Smith y Ghaemmaghami, 2022b, pp. 454–460.
177. ↑  Warburg, 2006, p. 196.
178. ↑  Hartz, 2009, p. 86.
179. ↑  Adamson, 2007, p. 98.
180. ↑  Universal House of Justice, 2002, A los Líderes Religiosos del Mundo.
181. ↑  Bahá’u'lláh prohibió cualquier sacerdocio o clero profesional, ya que, en su opinión, históricamente han sido la principal fuente de animosidad dentro y entre religiones después de la muerte de sus fundadores.[179][180]
182. ↑  Hartz, 2009, p. 113.
183. ↑  Hartz, 2009, pp. 118–121.
184. ↑  Stockman, 2022a, p. 571.
185. ↑  Karlberg y Farhoumand-Sims, 2006, p. 2190.
186. ↑  Karlberg y Smith, 2022, pp. 463, 466, 473.
187. ↑  En 1916 y 1919, 'Abdu'l-Bahá envió cartas a creyentes en América del Norte encargándoles "llevar la religión bahá'í a cada nación y territorio del globo".[184] 
     En las décadas posteriores, la Fe bahá'í se convirtió en "un fenómeno contemporáneo único... una asociación voluntaria en constante crecimiento de personas de más de 2,100 antecedentes étnicos diferentes, representando todas las naciones y clases socioeconómicas del planeta. ...[representa] un microcosmos de la diversa población humana del planeta." Los bahá'ís son "probablemente la comunidad de personas más diversa, distribuida globalmente y organizada democráticamente en el mundo hoy."[185] 
     En este momento, su consejo mundial gobernante elegido internacionalmente la Casa Universal de Justicia alienta a los bahá'ís en todas partes, como individuos y como comunidades, a esforzarse cada vez más con colaboradores afines de todas las esferas de la vida para identificar caminos e intentar juntos construir un mundo mejor y más unido.[186]
188. ↑  Hartz, 2009, pp. 101–102, 113.
189. ↑  Smith, 2008, pp. 178–180.
190. 1 2  Smith, 2000, p. 276.
191. ↑  Warburg, 2006, pp. 209–210.
192. ↑  Warburg, 2006, pp. 306–308.
193. ↑  Adamson, 2007, p. 136.
194. 1 2  Hartz, 2009, p. 22.
195. ↑  Smith, 2022a, pp. 137–143.
196. ↑  Adamson, 2007, pp. 479–48.
197. ↑  Smith, 2008, pp. 176–178.
198. ↑  Hartz, 2009, pp. 106–108.
199. ↑  Warburg, 2006, pp. 424–426.
200. 1 2 3  Smith, 2000, pp. 79–80.
201. ↑  Smith, 2008, pp. 18–20.
202. ↑  Smith, 2000, pp. 294–295.
203. ↑  Phelps, 2022a, p. 52.
204. ↑  The Baháʼís,, p. 33.
205. ↑  Cualquier borrador de revelación registrado por un amanuense sería posteriormente retranscrito,[203] con Baháʼu'lláh supervisando y aprobando la versión final.[204]
206. ↑  Secretariat, 2013.
207. ↑  Según el Departamento de Investigación del Centro Mundial Bahá’í, la "colección y recopilación de los Escritos Sagrados [bahá'ís] es un proceso continuo". Hasta 2013, se han identificado y autenticado alrededor de 15,000 elementos únicos de Bahá’u'lláh.[206]
208. 1 2  Hartz, 2009, p. 54.
209. ↑  «Obras de Bahá'u'lláh.».
210. ↑  Baháʼu'lláh, 1976, pp. 66–67, §XXVII.
211. ↑  Adamson, 2007, pp. lxxxvi, 502.
212. ↑  Sours, 1991, p. 87.
213. 1 2  Phelps, 2022a, p. 53.
214. ↑  Stockman, 2013, p. 44.
215. ↑  Algunos críticos dicen que el uso de Baháʼu'lláh de la ‘Voz Divina’ eran afirmaciones radicales de ser Divinidad encarnada, más que—como mantienen los baháʼís—el uso de un estilo de escritura.[214] Como sucede, este recurso literario que se encuentra en los escritos de Baháʼu'lláh también se emplea en las escrituras de otras religiones. Por ejemplo, en el Antiguo Testamento y en el Corán, numerosos pasajes emplean el estilo de escritura de la voz de Dios hablando directamente al lector.[4]
216. ↑  Adamson, 2007, pp. Ixxxvi, 136.
217. ↑  Phelps, 2022a, p. 67.
218. ↑  Taherzadeh, 1984, pp. 226–230.
219. ↑  Phelps, 2022a, p. 71.
220. ↑  Taherzadeh, 1987, pp. 352–357.
221. ↑  Adamson, 2007, pp. 188, 189 (citando a Shoghi Effendi).
222. ↑  Hartz, 2009, pp. 56–63.
223. ↑  Smith, 2008, pp. 21–22.
224. ↑  Warburg, 2006, pp. 144–145, 178.
225. ↑  Smith, 2000, pp. 43–44.
226. ↑  Bolodo-Taefi, 2022a, pp. 258–267.
227. ↑  Sergeev, 2022, pp. 270–272, 274–276, 277–279.
228. ↑  Smith, 2008, pp. 22, 121–122.
229. ↑  Warburg, 2006, p. 13.
230. ↑  Hassall, 2022, p. 350.
231. ↑  OSED, 2023.
232. ↑  Recientes iniciativas de desarrollo social y económico por bahá’ís en diferentes lugares del mundo incluyen actividades relacionadas con la salud, la sanidad, la educación, la igualdad de género, las artes y los medios de comunicación, la agricultura y el medio ambiente.[231]
233. ↑  Lopez-Claros, 2022, pp. 310, 314–315, 317.
234. ↑  Taherzadeh, 1976, pp. 42–43.
235. ↑  Saiedi, 2000, p. 98.
236. ↑  Schaefer, Towfigh y Gollmer, 2000, pp. 290-291.
237. ↑  Adamson, 2007, p. 430.
238. ↑  Hatcher y Martin, 1984, p. 88.
239. ↑  ʻAbdu'l-Bahá, 2008, p. 107, ¶44.8.
240. 1 2 3 4  Karlberg y Smith, 2022, p. 464.
241. ↑  Karlberg y Smith, 2022, p. 463.
242. ↑  Dahl, 2022, pp. 336, 339–340, 343, 347.
243. ↑  ISGP, 2008, p. 4.
244. ↑  Para los bahá’ís, reconocer el vínculo vital entre los aspectos materiales (incluyendo los ambientales[242]) y espirituales de la vida conduce inevitablemente a reconsiderar la naturaleza del bienestar y cómo podría alcanzarse. Esta "realización subraya la necesidad de una exploración sistemática de los papeles que juegan la ciencia y la religión en el proceso de desarrollo."[243]
245. ↑  Adamson, 2007, pp. 242–243.
246. ↑  Momen, 2008, p. 4.
247. ↑  Smith, 2000, pp. 194–195.
248. ↑  ʻAbdu'l-Bahá, 2008, ¶135.4.
249. ↑  Kluge, 2022, p. 234.
250. ↑  Boicu y Zabihi-Moghaddam, 2022, p. 325.
251. ↑  Boicu y Zabihi-Moghaddam, 2022, p. 319.
252. ↑  Phelps, 2022, p. 211.
253. ↑  Momen, 2008, pp. 44–46.
254. ↑  Karlberg, 2009, p. 31.
255. ↑  Phelps, 2022, p. 213.
256. ↑  Adamson, 2007, pp. 430–431.
257. ↑  Momen, 2008, p. 44.
258. ↑  Para los bahá’ís, la inseparabilidad de la ciencia y la religión, junto con su creencia de que los seres humanos son seres espirituales dotados por Dios con la capacidad de razonar para funcionar adecuadamente en esta realidad física,[253] significa que postulan que los problemas humanos no pueden resolverse completamente por medios puramente materialistas[254]—así como los bahá’ís afirman que cualquier supuesto 'religioso' que contradiga u oponga hechos científicos probados representa "superstición e ignorancia."[255][256][257]
259. ↑  Universal House of Justice, 2021, ¶4.
260. ↑  Momen, 2008, p. vii.
261. ↑  Equivalente a más de 100 volúmenes,[208] sobre temas relevantes para individuos, comunidades, naciones y la humanidad en sí.[260]
262. ↑  Adriance y Dahl, 2016, p. 89.
263. ↑  «La Promesa de la Paz Mundial». La Promesa de la Paz Mundial. Octubre, 1985. Consultado el 13-6-2025..
264. ↑  Smith, 2008, pp. 25–26.
265. ↑  Hatcher y Martin, 1984, p. 40.
266. ↑  Smith, 2008, pp. 133–134.
267. ↑  Hatcher y Martin, 1984, p. 44.
268. ↑  Rabbani, 1944, pp. 158–159.
269. ↑  Smith, 2008, pp. 28–29.
270. ↑  Adamson, 2007, pp. 384–385.
271. 1 2  Smith, 2008, pp. 28–31.
272. ↑  Hatcher y Martin, 1984, pp. 45–46.
273. ↑  Stockman, 2022, p. 1.
274. ↑  Smith, 2000, pp. 100–101, 307.
275. ↑  Archives Office, 1993.
276. ↑  Smith, 2000, pp. 79–86.
277. ↑  Aunque un pequeño porcentaje de los escritos originales de Bahá'u'lláh han sido traducidos al español, aquellos completados incluyen muchas de sus obras más importantes.[276]

## Fotografía de Bahá'u'lláh
Los bahaíes prefieren no contemplar públicamente la foto de Bahá'u'lláh, de hecho, una carta escrita en nombre de Shoghi Effendi a un creyente, dice «No existe ninguna objeción a que los creyentes miren la fotografía de Bahá'u'lláh, pero deben hacerlo con la máxima reverencia, y no deberían permitir que ésta sea expuesta abiertamente al público, ni siquiera en sus hogares»,[cita requerida] por lo que para los creyentes es ofensivo y desconsolador ver cualquier foto de manera que no sea como la indicada en algunos de los escritos. En una carta en inglés sobre una foto de Bahá'u'lláh redactada por el Departamento de Información Pública de la Casa Universal de Justicia se menciona también que para los bahaíes es perturbador ver que una imagen de Bahá'u'lláh sea tratada de forma irrespetuosa.  
Una copia de una de las fotos de Bahá'u'lláh tomada en Adrianópolis se puede ver en el Centro Mundial Bahaí, donde las autoridades religiosas bahaíes consideran que la imagen puede ser tratada y contemplarse con la debida reverencia y respeto.